# Martin Beaver
Martin Beaver (Winnipeg, 10 novembre 1967) è un violinista e docente canadese, molto noto come primo violino del Quartetto d'Archi Tokyo.

## Biografia

### Primi anni
Martin Beaver nacque a Winnipeg e crebbe ad Hamilton, in Canada. I suoi primi insegnanti di violino furono Claude Letourneau e Carlisle Wilson. In seguito studiò violino con Victor Danchenko al Royal Conservatory of Music, con Henryk Szeryng al Conservatoire de musique de Genève e con Josef Gingold all'Università dell'Indiana. Ha anche suonato con l'Hamilton Philharmonic Youth Orchestra per molti anni.

### Insegnamento
Beaver ha già insegnato al Royal Conservatory of Music, all'Università della Columbia Britannica, all'Hillfield Strathallan College, al Peabody Conservatory of Music della Johns Hopkins University, alla Steinhardt School della New York University ed è stato artista in residenza presso la Yale School of Music. A partire dall'autunno 2013 Beaver entrò a far parte della facoltà della Colburn School come condirettore del programma di studi musicali della sezione per archi e professore di violino.

### Quartetto d'Archi Tokyo
Beaver entrò nel Quartetto d'Archi Tokyo come primo violino nel 2002 e rimase fino al loro scioglimento nel 2013. Come parte del Quartetto d'Archi Tokyo suonò il violino Paganini-Comte Cozio di Salabue (circa 1727) in prestito dalla Fondazione Nippon, parte della collezione di strumenti del Quartetto Paganini realizzata da Antonio Stradivari. Beaver è noto per la sua agilità tecnica, la versatilità, il tono caldo e la memoria prodigiosa per il repertorio del violino. Attualmente suona un violino del liutaio Nicola Bergonzi. Ora in facoltà presso la Colburn School di Los Angeles, rimane attivo sia nella musica da camera che come solista ed ha fondato il Trio Montrose con il pianista Jon Kimura Parker e il violoncellista Clive Greensmith

## Premi
- Sanford Medal dalla Università Yale 2013
- Premio P. Moore per il più promettente giovane artista classico canadese assegnato dal Canada Council Virginia 1993
- Massimi Premi al Concorso Internazionale di Violino di Indianapolis del 1990, al Concorso Internazionale di Musica di Montreal del 1991 e al Concorso Queen Elizabeth del 1993 in Belgio

## Registrazioni
Beaver ha registrato per Rene Gailly, Naim Audio, Naxos Records e entrambe le etichette discografiche della Canadian Broadcast Corporation. Con il Tokyo String Quartet, ha registrato con Harmonia Mundi.